# Horst Schumann
Horst Schumann (Halle (Saale), 1 mei 1906 - Frankfurt am Main, 5 mei 1983) was een SS-Sturmbannführer (majoor) en medicus die experimenten uitvoerde in Auschwitz.
Carl Clauberg en Horst Schumann deden onderzoek naar de sterilisatie van vrouwen, omdat het werd gezien als een mogelijke oplossing voor het "Jodenvraagstuk". Er werd onder andere getest met diverse chemicaliën die werden geïnjecteerd. Ook werden de vrouwen blootgesteld aan een grote hoeveelheid röntgenstraling. De vrouwen zouden hierdoor onvruchtbaar worden, terwijl ze geen werkkracht verloren. Patiënten in het kampziekenhuis die niet snel genoeg gezond werden verklaard, werden vermoord door de nazi's met een fenolinjectie direct in het hart.

## Lidmaatschapsnummer
- NSDAP-nr.: 190 002 (Lid geworden 1 februari 1930)
- SS-nr.: